# Canottaggio ai Giochi della IX Olimpiade - Quattro con maschile
La competizione del Quattro con maschile dei Giochi della IX Olimpiade si è svolta dal 3 al 10 agosto 1928 a Sloten, Amsterdam.

## Risultati

### 1º turno
Si disputò il 3 agosto i vincitori al secondo turno, i perdenti ai recuperi.
| Pos. | Nazione  | Atleti                                                                           | Tempo  |
| ---- | -------- | -------------------------------------------------------------------------------- | ------ |
| 1    | Svizzera | Ernst Haas, Joseph Meyer Otto Bucher, Karl Schwegler Fritz Bösch                 | 7'35"6 |
| 2    | Francia  | Jean Ruffier des Aimés, Henri Gatineau L. le Cornu, Georges Piot Antoine Decours | 7'32"0 |

| Pos. | Nazione       | Atleti                                                               | Tempo  |
| ---- | ------------- | -------------------------------------------------------------------- | ------ |
| 1    | Ungheria      | Zoltán Török, László Bartók Béla Blum, Sándor Hautzinger Béla Zoltán | 7'49"4 |
| 2    | Gran Bretagna | Harold Ives, L. G. Potter George Beaumont, Bob Starkey Arthur Sulley | 8'01"0 |

| Pos. | Nazione  | Atleti                                                                                     | Tempo  |
| ---- | -------- | ------------------------------------------------------------------------------------------ | ------ |
| 1    | Polonia  | Franciszek Bronikowski, Edmund Jankowski Leon Birkholc, Bernard Ormanowski Bolesław Drewek | 7'31"6 |
| 2    | Giappone | Kazuo Nose, Makoto Tsushida Isamu Takashima, Hachiro Sato Tsukasa Sonobe                   | 7'49"0 |

| Pos. | Nazione     | Atleti                                                                               | Tempo  |
| ---- | ----------- | ------------------------------------------------------------------------------------ | ------ |
| 1    | Germania    | Karl Golzo, Hans Nickel Karl Hoffmann, Werner Kleine Alfred Krohn                    | 7'19"8 |
| 2    | Stati Uniti | James Lawrence Jr., James Hubbard Charles Mason Jr., Allerton Cushman Eugene Belisle | 7'20"0 |

| Pos. | Nazione | Atleti                                                                            | Tempo  |
| ---- | ------- | --------------------------------------------------------------------------------- | ------ |
| 1    | Belgio  | Maurice Delplanck, Theo Wambeke Alphonse Dewette, Charles Van Son Jean Bauwens    | 7'41"8 |
| 2    | Monaco  | Alexandre Devissi, Louis Giobergia Charles Gardetto, Émile Gardetto Pierre Levesy | ND     |

| Pos. | Nazione | Atleti                                                                            | Tempo  |
| ---- | ------- | --------------------------------------------------------------------------------- | ------ |
| 1    | Italia  | Valerio Perentin, Giliante D'Este Nicolò Vittori, Giovanni Delise Renato Petronio | 7'34"6 |

### Recuperi 1º turno
Si disputarono il 4 agosto i vincitori al secondo turno.
| Pos. | Nazione | Atleti                                                                            | Tempo  |
| ---- | ------- | --------------------------------------------------------------------------------- | ------ |
| 1    | Francia | Jean Ruffier des Aimés, Henri Gatineau L. le Cornu, Georges Piot Antoine Decours  | 7'48"8 |
| 2    | Monaco  | Alexandre Devissi, Louis Giobergia Charles Gardetto, Émile Gardetto Pierre Levesy | 8'02"4 |

| Pos. | Nazione     | Atleti                                                                               | Tempo  |
| ---- | ----------- | ------------------------------------------------------------------------------------ | ------ |
| 1    | Stati Uniti | James Lawrence Jr., James Hubbard Charles Mason Jr., Allerton Cushman Eugene Belisle | 7'43"0 |
| 2    | Giappone    | Kazuo Nose, Makoto Tsushida Isamu Takashima, Hachiro Sato Tsukasa Sonobe             | 7'51"4 |

| Pos. | Nazione       | Atleti                                                               | Tempo |
| ---- | ------------- | -------------------------------------------------------------------- | ----- |
| -    | Gran Bretagna | Harold Ives, L. G. Potter George Beaumont, Bob Starkey Arthur Sulley | DNS   |

### 2º turno
Si disputò il 5 agosto i vincitori al terzo turno, i perdenti che non hanno disputato il precedente recupero ai recuperi.
| Pos. | Nazione  | Atleti                                                                         | Tempo  |
| ---- | -------- | ------------------------------------------------------------------------------ | ------ |
| 1    | Belgio   | Maurice Delplanck, Theo Wambeke Alphonse Dewette, Charles Van Son Jean Bauwens | 7'55"4 |
| 2    | Ungheria | Zoltán Török, László Bartók Béla Blum, Sándor Hautzinger Béla Zoltán           | 8'03"4 |

| Pos. | Nazione  | Atleti                                                                            | Tempo  |
| ---- | -------- | --------------------------------------------------------------------------------- | ------ |
| 1    | Italia   | Valerio Perentin, Giliante D'Este Nicolò Vittori, Giovanni Delise Renato Petronio | 7'14"6 |
| 2    | Germania | Karl Golzo, Hans Nickel Karl Hoffmann, Werner Kleine Alfred Krohn                 | 8'04"4 |

| Pos. | Nazione     | Atleti                                                                               | Tempo  |
| ---- | ----------- | ------------------------------------------------------------------------------------ | ------ |
| 1    | Svizzera    | Ernst Haas, Joseph Meyer Otto Bucher, Karl Schwegler Fritz Bösch                     | 7'46"4 |
| 2    | Stati Uniti | James Lawrence Jr., James Hubbard Charles Mason Jr., Allerton Cushman Eugene Belisle | 7'49"4 |

| Pos. | Nazione | Atleti                                                                                     | Tempo  |
| ---- | ------- | ------------------------------------------------------------------------------------------ | ------ |
| 1    | Polonia | Franciszek Bronikowski, Edmund Jankowski Leon Birkholc, Bernard Ormanowski Bolesław Drewek | 7'47"6 |
| 2    | Francia | Jean Ruffier des Aimés, Henri Gatineau L. le Cornu, Georges Piot Antoine Decours           | 7'50"8 |

### Recuperi 2º turno
Si disputarono il 6 agosto i vincitori al terzo turno.
| Pos. | Nazione  | Atleti                                                               | Tempo  |
| ---- | -------- | -------------------------------------------------------------------- | ------ |
| 1    | Germania | Karl Golzo, Hans Nickel Karl Hoffmann, Werner Kleine Alfred Krohn    | 6'58"4 |
| 2    | Ungheria | Zoltán Török, László Bartók Béla Blum, Sándor Hautzinger Béla Zoltán | 7'00"4 |

### 3º turno
Si disputarono il 7 agosto i vincitori alle semifinali.
| Pos. | Nazione | Atleti                                                                                     | Tempo  |
| ---- | ------- | ------------------------------------------------------------------------------------------ | ------ |
| 1    | Polonia | Franciszek Bronikowski, Edmund Jankowski Leon Birkholc, Bernard Ormanowski Bolesław Drewek | 7'29"0 |
| 2    | Belgio  | Maurice Delplanck, Theo Wambeke Alphonse Dewette, Charles Van Son Jean Bauwens             | 7'30"2 |

| Pos. | Nazione  | Atleti                                                                            | Tempo  |
| ---- | -------- | --------------------------------------------------------------------------------- | ------ |
| 1    | Italia   | Valerio Perentin, Giliante D'Este Nicolò Vittori, Giovanni Delise Renato Petronio | 7'18"4 |
| 2    | Germania | Karl Golzo, Hans Nickel Karl Hoffmann, Werner Kleine Alfred Krohn                 | 7'26"4 |

| Pos. | Nazione  | Atleti                                                           | Tempo  |
| ---- | -------- | ---------------------------------------------------------------- | ------ |
| 1    | Svizzera | Ernst Haas, Joseph Meyer Otto Bucher, Karl Schwegler Fritz Bösch | 8'02"4 |

### Semifinali
Si disputò l'8 agosto.
| Pos. | Nazione  | Atleti                                                                            | Tempo  |
| ---- | -------- | --------------------------------------------------------------------------------- | ------ |
| 1    | Italia   | Valerio Perentin, Giliante D'Este Nicolò Vittori, Giovanni Delise Renato Petronio | 6'43"4 |
| 2    | Svizzera | Ernst Haas, Joseph Meyer Otto Bucher, Karl Schwegler Fritz Bösch                  | 6'46"8 |

| Pos.    | Nazione | Atleti                                                                                     | Tempo |
| ------- | ------- | ------------------------------------------------------------------------------------------ | ----- |
| Argento | Polonia | Franciszek Bronikowski, Edmund Jankowski Leon Birkholc, Bernard Ormanowski Bolesław Drewek | ND    |

### Terza Semifinale
Si disputò il 9 agosto. 
In una procedura insolita, non descritta nel rapporto ufficiale, il perdente della prima semifinale ha corso contro la squadra che ha passato il turno per sorteggio nella seconda semifinale. Il vincitore di questa terza semifinale è avanzato alla finale per la medaglia d'oro (contro il vincitore della prima semifinale), mentre il perdente ha vinto la medaglia di bronzo.
| Pos.    | Nazione  | Atleti                                                                                     | Tempo |
| ------- | -------- | ------------------------------------------------------------------------------------------ | ----- |
| 1       | Svizzera | Ernst Haas, Joseph Meyer Otto Bucher, Karl Schwegler Fritz Bösch                           | ND    |
| Argento | Polonia  | Franciszek Bronikowski, Edmund Jankowski Leon Birkholc, Bernard Ormanowski Bolesław Drewek | ND    |

### Finale 1 posto
Si disputò il 10 agosto.
| Pos.    | Nazione  | Atleti                                                                            | Tempo  |
| ------- | -------- | --------------------------------------------------------------------------------- | ------ |
| Oro     | Italia   | Valerio Perentin, Giliante D'Este Nicolò Vittori, Giovanni Delise Renato Petronio | 6'47"8 |
| Argento | Svizzera | Ernst Haas, Joseph Meyer Otto Bucher, Karl Schwegler Fritz Bösch                  | 7'03"4 |